# Paulo de Lira Tavares
Paulo de Lira Tavares (Recife, 8 de janeiro de 1901 — Rio de Janeiro, 28 de dezembro de 1959) foi um político brasileiro.
Foi Ministro da Fazenda no governo de Getúlio Vargas, assumindo o ministério interinamente, de 23 de junho a 11 de agosto de 1944.
Foi ministro chefe do Gabinete Civil da Presidência da República no governo Nereu Ramos, de 11 de novembro de 1955 a 31 de janeiro de 1956.